# Ultimo stadio
Ultimo stadio è un film del 2002 diretto da Ivano De Matteo, di genere commedia-drammatico.
Tutto il film ruota intorno alla finale di Champions League che viene disputata allo Stadio Olimpico di Roma. Nonostante questo, la partita non si vede mai.